# Pronti a salpare
Pronti a salpare è  il 19º album in studio del cantautore italiano Edoardo Bennato, pubblicato il 23 ottobre 2015.

## Descrizione
Primo album inciso in studio a distanza di 5 anni e 8 mesi dal precedente Le vie del rock sono infinite, contiene 14 brani, tutti inediti ad eccezione di "Povero amore" dall'album Sbandato (1998), "La mia città" pubblicata come singolo nel 2011 e "Zero in condotta" da Kaiwanna (1985), che vengono riproposti con diversi arrangiamenti.
Il primo singolo ad anticipare l'album è "Io vorrei che per te", uscito il 25 settembre 2015. "La mia città" era già stato pubblicato precedentemente come singolo nel 2011. Il 15 gennaio 2016 è uscito il singolo "Povero amore" seguito dal brano "Pronti a salpare", uscito come singolo il 22 aprile.
Il primo brano omonimo dell'album "Pronti a salpare" è dedicato a Fabrizio De André, il brano "La calunnia è un venticello" invece è dedicata a Enzo Tortora e a Mia Martini.
Per i brani "Io vorrei che per te" e "Pronti a salpare" sono stati girati due videoclip usciti rispettivamente a ottobre e dicembre 2015.
Riguardo ad una domanda sul titolo del disco Edoardo Bennato disse:

## Tracce
1. Pronti a salpare – 4:15
2. Io vorrei che per te – 3:21
3. Povero amore – 3:56
4. La calunnia è un venticello – 3:45
5. Il mio nome è Lucignolo – 3:56
6. A Napoli 55 è 'a musica – 3:27
7. Al gran ballo della Leopolda – 2:59
8. È una macchina – 3:09
9. Giro girotondo – 3:12
10. Il mio sogno ricorrente – 3:21
11. Niente da spartire – 4:31
12. La mia città – 3:37
13. Zero in condotta – 4:38
14. Non è bello ciò che è bello – 3:15

## Formazione
- Edoardo Bennato - voce, chitarra acustica, chitarra elettrica, armonica
- Mirko Fretti - basso
- Marco Barusso - basso, chitarra elettrica addizionale
- Max Baldaccini - batteria
- Guido Carli - batteria
- Gennaro Porcelli - chitarra
- Giuseppe Scarpato - chitarra acustica, chitarra elettrica
- Brando - chitarra twang
- Raffaele Lopez - tastiera
- Umberto Iervolino - tastiera